# Беэ, Жонатан
Жоната́н Беэ́ (фр. Jonathan Béhé; род. 13 января 1989, Марсель, Франция) — французский футболист, полузащитник, нападающий клуба «Карну».

## Карьера
Начал свою карьеру «Монпелье». Проведя 5 лет в молодёжной команде, Беэ переехал в Германию и присоединился к «Гамбургу». Через полгода вернулся обратно. С 2008 года выступал за молодёжную команду «Генгама». В 2009 году перешёл в «Кассис Карнуа», который выступал в Национальном чемпионате, третьем по величине дивизионе в системе футбольных лиг Франции. После успешного сезона 18 мая 2010 года Беэ и руководство «Ле-Мана» достигли соглашения о переходе футболиста, а позже был подписан трёхлетний контракт. 24 февраля 2012 года перешёл в российский клуб «Луч-Энергия». Дебютировал за дальневосточников 26 марта в матче против «СКА-Энергии» (1:2). На 19-й минуте получил жёлтую карточку за неспортивное поведение, а на 61-й ударом головой сравнял счёт, после чего, сбив ногой угловой флажок во время празднования гола, получил вторую жёлтую и был удалён с поля. Проведя ещё 7 игр, покинул команду по причине вылета клуба во Второй дивизион, где запрещено выступать иностранным игрокам. В 2013 году выступал в Премьер-лиге Таиланда за «БЭК Теро Сасана». Дебютировал за клуб 2 марта в матче против «Чонбури» (2:2), выйдя на замену на 76-й минуте вместо Клейтона Силвы.